# Убийца-подражатель
«Убийца-подражатель» или «Имитатор» (англ. Copycat Killer / Mo Fang Fan; кит. 模仿犯) — тайваньский сериал, выпущенный Netflix режиссёрами Чан Цзюн-Чи и Чан Хенри. В главных ролях снялись — У Канжэнь, Ко Цзя-Янь, То Цзунхуа, Яо Чун-яо, Фань Шао Сюнь, Цзян И Чэнь, Ся Тэн Хун, Хоу Янь Си. Сериал снят по мотивам детективного романа японской писательницы Миябэ Миюки «Подражатель» (англ. Mohouhan; яп. 模倣犯). История рассказывает о серийных убийствах, произошедших в городе Суньян в 1990-е годы. Убийца привлекает внимание общественности ужасающими преступлениями и начинает хитрую игру с полицией и журналистами. Расследование дела прокуратурой и полицией сопровождается хаосом и истерикой в СМИ . Премьера в мире состоялась 31 марта 2023 года.

## В ролях

### В главных ролях
- У Канжэнь (Крис У) в роли Ко Сяочи, прокурора оперативной группы, расследующей дела о похищениях Но.
- Ко Цзя-Янь (Элис Ко) в роли Ху Юньхуэй, бывшей девушки Ко Сяоци, клинического психолога.
- То Цзунхуа в роли Линь Шанюна, старшего детектива и капитана следственной группы отделения Гаодэ, ожидающего выхода на пенсию.
- Яо Чун-Яо (Джек Яо) в роли Чэнь Хэпина, репортера телеканала TNB, бывшего подчиненного Яо Яци теперь ведущего ночного шоу.
- Фань Шао Сюнь (Фэнди Фань) в роли Шэнь Цзяуна, DJ в ночном клубе KINK, друга Ху Цзяньхо.
- Цзян И Чэнь (Камми Чян) в роли Лу Яньчжэн, репортера телеканала TNB. Она решительно отстаивает право на правдивое освещение информации в передачах канала.
- Ся Тэн Хун (Алекс Ся) в роли Ху Цзяньхо, фотокорреспондента телеканала TNB, младшего брата Ху Юньхуэй.
- Хоу Янь Си в роли Джан Дачао, молодого начинающего детектива с импульсивным характером и развитым чувством справедливости, подчиненного Линь Шанюна.
- Руби Линь в роли Яо Яци, продюсера и ведущей шоу на канале TNB.

### Жертвы Но
- У Тайлин (Эппл У) в роли Ли Сяолинь, одноклассницы Шэнь Цзяуна и Ху Цзяньхо. Непрямая жертва преступлений Но. (Происшествие 1983 года.)
- Чуан Ченмэй (Му Мэй) в роли Чжан Минмэй, бывшей девушки Шэнь Цзяуна. (Ппроисшествие — 1995 года.)
- Люция в роли Цзян Юйпин, подруги Лу Яньчжэн. (Ппроисшествие — 19 марта 1995 года.)
- Ван Чжэнь Линь в роли Чжэн Цзяи, работницы банка, жертвы у которой отрубили руки. (Происшествия — октябрь 1997 года.)
- Ли Ицзе в роли Цинь Ицзюнь, внучки Ма, воспитательницы детского сада. (Происшествие —октябрь-ноябрь 1987 года.)
- Цао Синьюй в роли Юань Цзыцин, подруги Линь Юйтун. (Происшествие — ноябрь 1997 года.)
- Цзю Сицзинь (Элли Цзю) в роли Линь Юйтун, дочери детектива Линь Шанюна и подруги Юань Цзыцин (Происшествие — ноябрь 1997 года.)
  - Хуан Ситин в роли молодой Линь Юйтун

### Другие
- Тан Чживэй в роли Ляо Цыяна, главного прокурора.
- Шэн Цзянь в роли Сё Ювэйя, бывшего прокурора, наставника Ко Сяочи с момента его учёбы. Был пойман Ко Сяочи на получении взятки.
- Лю Лянцзо в роли Лян Юнкуня, главного редактора TNB, руководителя Яо Яци и Чэнь Хэпина.
- Сюй Юйцзянь в роли Цянь Цзятана, бывшего сотрудника клуба «Содом».
- Чень Бочжэн в роли Ма Инаня, дедушки Цинь Ицзюнь, настоятеля храма.
- Ю Аньшун в роли Лай Куньжу, дяди Ко Сяочи, таксиста.
- Дуань Цзюньхао в роли Ян Ункайя, временного руководителя группы по делам о похищениях Но.
- Чжэн Цзяюй в роли Чжао Пейфэнь, матери Шэнь Цзяуна, любовницы Чэнь Хунляна.
- Линь Минсэнь в роли Чень Хунляна, политика, совладельца ночного клуба KINK, предположительно биологического отеца Шэнь Цзяуна.
- Хэ Цзероу в роли Лю Фансинь, одноклассницы Ху Цзяньхо, издевавшейся над ним в школе.
- Сяо Дуньи (Курт Сяо) в роли убийцы семьи Ко Сяочи.

## Рейтинги
На вторую неделю после своего запуска «Убийца-подражатель» набрал 17,74 миллионов часов просмотра, заняв второе место среди неанглоязычных программ недели и став при этом первой тайваньской программой, вошедшей в десятку мировых рейтингов.
По оценке сайта Rotten Tomatoes количество положительных рецензий сериала составляет 83 % (по состоянию на август 2023 года).
| Даты трансляции                       | Кол-во просмотров (млн. часов) | Позиция в рейтинге (неанглоязычные программы) | Ссылка |
| ------------------------------------- | ------------------------------ | --------------------------------------------- | ------ |
| 3 апреля 2023 г. — 9 апреля 2023 г.   | 17,74                          | 2                                             | [ 6 ]  |
| 10 апреля 2023 г. — 16 апреля 2023 г. | 8,22                           | 5                                             | [ 7 ]  |

## Саундтрек
- Название: 模仿犯 主題歌曲原聲帶 (англ. Copycat Killer OST)
- Лейбл: B’in Music
- Язык: китайский
- Дата выпуска: 28 марта 2023 г.

| №  | Название                                       | Текст песни  | Музыка               | Исполнитель    | Длительность |
| -- | ---------------------------------------------- | ------------ | -------------------- | -------------- | ------------ |
| 1. | «Side of The Story (一種說法)»                 | Hush (歌手)  | 吳聖皓               | MIXER (麋先生) |              |
| 2. | «Little Hurt (輕傷)»                           | 陳沒、徐旻鈴 | 張德銘、貢多傑、朱琳 | Jia Jia (家家) |              |
| 3. | «Catch Me I'm Falling (接住我)»                | 法蘭         | 法蘭                 | Fran (法蘭)    |              |
| 4. | «Fish Has No Feet (魚沒有腳)»                  | 白安         | 白安                 | Ann (白安)     |              |
| 5. | «Side of The Story (一種說法)» (Acoustic Ver.) | HUSH         | 吳聖皓               | MIXER (麋先生) |              |
| 6. | «Sing for Lonely Souls (為你的寂寞唱歌)»       | 張簡君偉     | 張簡君偉             | Jia Jia (家家) |              |